# Родригес Валенте, Рамиро
Рамиро Родригес Валенте (порт.-браз. Ramiro Rodrigues Valente; 11 февраля 1933, Сан-Паулу — 17 июля 2025, Вальданьо, Италия) — бразильский футболист, полузащитник.

## Карьера
Рамиро начал карьеру в клубе «Жабакуара», где он играл вместе со своим старшим братом Алваро. В 1953 году полузащитник перешёл во «Флуминенсе». Там он выступал три года, проведя 31 матч и забив четыре мяча. В 1955 году Рамиро стал игроком «Сантоса», воссоединившись своим братом. Первоначально футболист играл в полузащите, но затем был переведён в защиту, выступая нв позициях латераля и в центре обороны. Рамиро быстро стал игроком основы «Сантоса», благодаря доверию главного тренера команды, Лулы, и в первый же год помог клубу выиграть чемпионат штата Сан-Паулу, первый за 20 лет. Через год клуб повторил это достижение, а в 1959 году победил в турнире Рио-Сан-Паулу. Тогда же «Сантос» отправился в турне по Европе, апофеозом которого стала победа над «Барселоной» 5:1. Всего за клуб футболист провёл 212 матчей и забил два мяча.
Многие бразильские игроки во время этого турне обратили на себя внимание европейских клубов. Братья Валенте вызвали интерес у мадридского «Атлетико», куда они оба и перешли. Рамиро дебютировал в составе команды 4 октября 1959 года в матче с «Барселоной», в которой его команда проиграла 0:1. Всего за первый сезон бразилец провёл 25 матчей, включая финальный матч Кубка Испании, в котором его команда обыграла «Реал» со счётом 3:1. Через год клуб повторил этот успех, а Рамиро стал одним из системообразующих игроков команды, проведя 34 матча. В следующем сезоне «Атлетико» победил в розыгрыше Кубка Кубков УЕФА. Бразилец играл в финале, но сам сезон был омрачён травмой, из-за чего Рамиро не выступал несколько месяцев. Защитник провёл ещё два года в составе «матрасников». Всего за «Атлетико» он сыграл в 117 матчах и забил 24 мяча.
Скончался 17 июля 2025 года.

## Статистика выступлений
| Сезон     | Клуб            | Лига    | Чемпионат | Чемпионат | Кубок | Кубок | Конт. | Конт. |
| Сезон     | Клуб            | Лига    | Игры      | Голы      | Игры  | Голы  | Игры  | Голы  |
| --------- | --------------- | ------- | --------- | --------- | ----- | ----- | ----- | ----- |
| 1959/1960 | Атлетико Мадрид | Примера | 16        | 1         | 9     | 0     | —     | —     |
| 1960/1961 | Атлетико Мадрид | Примера | 24        | 11        | 10    | 3     | —     | —     |
| 1961/1962 | Атлетико Мадрид | Примера | 16        | 4         | 0     | 0     | 8     | 0     |
| 1962/1963 | Атлетико Мадрид | Примера | 20        | 4         | 2     | 0     | 6     | 2     |
| 1963/1964 | Атлетико Мадрид | Примера | 23        | 4         | 10    | 2     | 4     | 0     |
| 1964/1965 | Атлетико Мадрид | Примера | 18        | 0         | 0     | 0     | 3     | 1     |

## Достижения
- Чемпион штата Сан-Паулу: 1955, 1956, 1958
- Победитель турнира Рио-Сан-Паулу: 1959
- Обладатель Кубка Испании: 1959/1960, 1960/1961, 1964/1965
- Обладатель Кубка Кубков УЕФА: 1961/1962